# Paraminotella
Paraminotella là một chi bọ cánh cứng trong họ Chrysomelidae.
Chi này được miêu tả khoa học năm 2003 bởi Doeberl & Konstantinov.

## Các loài
Các loài trong chi này gồm:
- Paraminotella nepalensis (Doeberl, 1991)
- Paraminotella nigrita Doeberl & Konstantinov, 2003